# Передовий супутник для космології та астрофізики
Передовий супутник для космології та астрофізики (англ. "Advanced Satellite for Cosmology and Astrophysics", ASCA, раніше називався ASTRO-D) був четвертою космічною рентгенівською астрономічною місією JAXA, і другою, для якої Сполучені Штати надали частину наукового обладнання. Супутник був успішно запущений 20 лютого 1993 року. Перші вісім місяців місії були присвячені перевірці продуктивності. Встановивши якість роботи всіх приладів ASCA, космічний корабель забезпечив наукові спостереження протягом решти часу місії. На цьому етапі програма спостережень була відкрита для астрономів з японських і американських установ, а також установ, що розташовані в країнах-членах Європейського космічного агентства.  

## Рентгенівська астрономічна місія
ASCA була першою рентгенівською астрономічною місією, яка поєднала можливість отримання зображень із широкою смугою пропускання, хорошою спектральною роздільною здатністю та великою ефективною площею. Ця місія також стала першим супутником, який використовував ПЗЗ для рентгенівської астрономії. Завдяки цим властивостям основною науковою метою ASCA була рентгенівська спектроскопія астрофізичної плазми, особливо аналіз дискретних характеристик, таких як лінії випромінювання та межі поглинання.
ASCA перевозив чотири рентгенівські телескопи великої площі. У фокусі двох телескопів знаходиться газовий спектрометр (GIS), тоді як у фокусі двох інших – твердотільний спектрометр (SIS).   GIS — це сцинтиляційний пропорційний лічильник із зображенням газу, який базується на GSPC, який літав у другій японській рентгенівській астрономічній місії Tenma. Дві ідентичні камери пристроїв із зарядовим зв’язком (CCD) були надані для двох SIS командою апаратного забезпечення з MIT, Університету Осаки та ISAS.

## Значні внески
ASCA був запущений ISAS (Інститутом космічних і астронавтичних наук), Японія.
Чутливість приладів ASCA дозволила отримати перші детальні широкосмугові спектри віддалених квазарів. Крім того, набір інструментів ASCA забезпечив найкращу на той час можливість для ідентифікації джерел, сукупне випромінювання яких утворює фон космічного рентгенівського випромінювання.  
Він виконав понад 3000 спостережень і опублікував понад 1000 публікацій у реферованих журналах. Архів ASCA містить значні обсяги даних для майбутніх аналізів. Крім того, місію називають дуже успішною, якщо врахувати досягнення вчених у багатьох країнах, використовуючи дані ASCA до цього часу.
США зробили значний внесок у наукові корисні навантаження ASCA, 40% часу спостереження ASCA було надано американським вченим. (ISAS також відкрив 10% часу для вчених ESA як жест доброї волі. ) Крім того, усі дані ASCA стають загальнодоступними через відповідний період (1 рік для даних США, 18 місяців для даних Японії) і стають доступними для вчених у всьому світі. Конструкція ASCA була оптимізована для рентгенівської спектроскопії; таким чином він доповнив ROSAT (оптимізований для рентгенівського зображення) і RXTE (оптимізований для досліджень часу). Нарешті, результати ASCA охоплюють майже весь спектр об’єктів, від найближчих зірок до найвіддаленіших об’єктів у Всесвіті. 

## Кінець місії
Місія успішно працювала понад 7 років, поки 14 липня 2000 року під час геомагнітної бурі не було втрачено контроль над позицією, після чого наукові спостереження не проводилися. ASCA повернувся в атмосферу 2 березня 2001 року після більш ніж 8 років на орбіті.
Головним обов’язком GOF США ASCA було дати можливість американським астрономам якнайкраще використовувати місію ASCA у тісній співпраці з японською командою ASCA. 

## Додаткові посилання
- Веб-сайт ASCA від JAXA
- Веб-сайт ASCA NASA

Шаблон:Japanese space program